# Prințesa Sofia a Țărilor de Jos
Prințesa Sofia a Țărilor de Jos (Wilhelmine Marie Sophie Louise; 8 aprilie 1824 – 23 martie 1897) a fost al cincilea copil și singura fiică a regelui Willem al II-lea al Țărilor de Jos și a soției acestuia, Marea Ducesă Anna Pavlovna a Rusiei. A fost moștenitoarea prezumptivă a nepoatei ei, regina Wilhelmina a Țărilor de Jos, timp de șapte ani, de la decesul fratelui ei până la moartea ei în 1897.

## Arbore genealogic
1. 1 2 3 4 5 6 7  Grossherzogin Sophie von Sachsen, Biographisches Jahrbuch und Deutscher Nekrolog, p. 258-262, accesat în 24 aprilie 2022
2. ↑  Czech National Authority Database, accesat în 1 martie 2022